# Điều chỉnh Marshall
Điều chỉnh Marshall là sự điều chỉnh lượng giao dịch để lượng cung và lượng cầu cân bằng nhau.

## Điều chỉnh Marshall
Khi một mặt hàng ở trạng thái dư cầu thì giá của người mua sẽ cao hơn giá của người bán; người sản xuất sẽ tăng lượng cung. Ngược lại, khi mặt hàng ở trạng thái dư cung, thì giá của người mua sẽ thấp hơn giá của người bán; người sản xuất sẽ giảm lượng cung. Sự điều chỉnh như thế mặc dù được 
Antoine Augustin Cournot đề cập đến đầu tiên, song chính Alfred Marshall mới là người hoàn chỉnh thành lý luận và làm cho phổ biến. Vì thế, nó được gọi là điều chỉnh Marshall.

## Điều kiện ổn định Marshall
Theo lý thuyết của Marshall thì điều kiện để đảm bảo sẽ có một trạng thái cân bằng là mức chênh lệch giá giữa giá của người bán và giá của người mua phải vận động ngược với hướng thay đổi của lượng cung. Đó là lúc đường cầu dốc xuống đồng thời đường cung dốc lên. Hoặc đó là khi đường cung và đường cầu cùng dốc lên, nhưng đường cung có độ dốc lớn hơn (độ co dãn theo giá của cung nhỏ hơn). Nếu cả hai đường cùng dốc lên mà đường cung lại có độ dốc nhỏ hơn, thì sẽ không thể đạt được cân bằng.